# Panther Lima

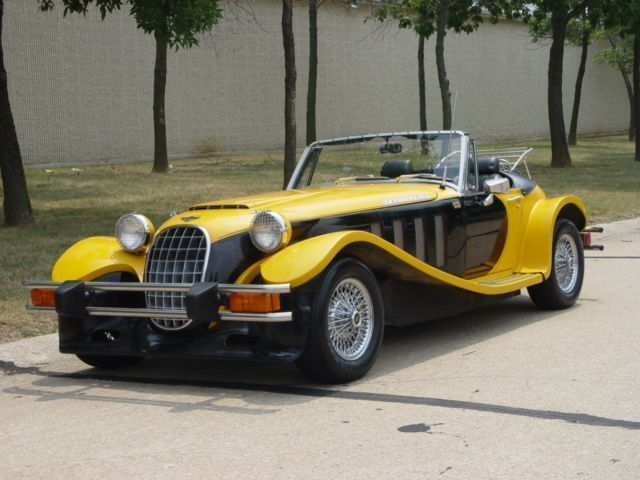
Une Panther Lima MK2 équipée d'un turbocompresseur.

La Panther Lima est un cabriolet sport du constructeur automobile britannique Panther Westwinds, produit en deux versions pour un total de 897 exemplaires entre 1976 à 1982.

## Historique et caractéristiques
La Lima est une création à part entière. Conçue et dessinée par Bob Jankel, elle est apparemment inspirée des lignes de la Bugatti Type 55 des années 1930.
Lors de sa conception, la Lima devait reprendre un châssis de Triumph Spitfire et une mécanique Triumph mais, devant le refus de British Leyland de coopérer et l’intérêt de Vauxhall pour ce prototype, elle est finalement créée sur une base de Vauxhall Magnum. La Lima MK1 (1976-1979) utilise toute la partie arrière du châssis autoporteur de la Magnum, auquel un châssis tubulaire vient s’adapter pour compléter la partie avant. Le train avant et la suspension sont les mêmes que sur la Magnum.
La Lima MK2 (1979-1982) a un châssis totalement nouveau, entièrement tubulaire et nettement plus rigide que celui des MK1, mais qui entraîne finalement un poids légèrement supérieur. Sur le plan des finitions, la MK2 est bien meilleure, avec un tableau de bord en bois et des sièges en cuir munis d’appuie-tête.
En ce qui concerne la motorisation, c'est le quatre cylindres en ligne Vauxhall 2,3 L haute compression qui équipe la MK1 et le basse compression pour la MK2. Il existe également quelques versions turbocompressées, ainsi que des voitures préparées pour la course dites « DTV ». Une Lima DTV participa au Rallye Monte-Carlo en 1979 et en 1980.
La carrosserie en polyester de la Lima est composée de trois parties principales l’avant avec les ailes et ce jusqu'à l’arrière des portes, le capot et enfin l’arrière avec les ailes.